# Porasaari (ö i Nyslott)
Porasaari är en ö i Finland. Den ligger i sjön Rappunen och i kommunen Rantasalmi i den ekonomiska regionen  Nyslotts ekonomiska region  och landskapet Södra Savolax, i den sydöstra delen av landet, 260 km nordost om huvudstaden Helsingfors. Öns area är 1,7 hektar och dess största längd är 450 meter i sydöst-nordvästlig riktning.